# Syringa protolaciniata
Syringa protolaciniata ist ein breit aufrechter und zierlich belaubter Strauch mit lilablauen Blüten aus der Gattung der Flieder (Syringa) in der Familie der Ölbaumgewächse (Oleaceae). Das natürliche Verbreitungsgebiet liegt im Südwesten von China. Die Art wird manchmal als Zierstrauch verwendet. 

## Beschreibung
Syringa protolaciniata ist ein 0,5 bis 3 Meter hoher, breit aufrechter Strauch. Die Zweige sind vierkantig und kahl. Endknospen sind vorhanden. Die Laubblätter sind sitzend oder haben einen bis zu 2,5 Zentimeter langen, kahlen Stiel. Die Blattspreite ist fiederschnittig in drei bis neun Segmente geteilt, 1 bis 4 Zentimeter lang und 0,4 bis 2,5 Zentimeter breit. Die Blattspreite und die Lappen sind lanzettlich, elliptisch, eiförmig oder verkehrt eiförmig, kahl und auf der Unterseite mit auffälligen, punktförmigen Drüsen besetzt. Das Blattende ist spitz oder stumpf, die Basis keilförmig.
Die Blüten wachsen in 2 bis 10 Zentimeter langen und seitenständigen Rispen, die häufig in größerer Zahl in den höheren Bereiche der Zweige zusammenstehen. Die Blütenstandsachse ist kahl. Der Blütenstiel ist dünn, 2 bis 6 Millimeter lang und kahl. Der Kelch ist 1,5 bis 2 Millimeter lang und ebenfalls kahl. Die Blütenkrone ist 1 bis 2 Zentimeter breit und lilablau. Die Kronröhre ist 0,7 bis 1,2 Zentimeter lang und mehr oder weniger zylindrisch. Die Kronzipfel sind eiförmig bis schmal-elliptisch und ausgebreitet. Die Staubbeutel sind gelbgrün und liegen etwa 2 Millimeter unter dem Schlund. Als Früchte werden 0,8 bis 1,5 Zentimeter lange, vierkantige, glatte Kapseln gebildet. Syringa protolaciniata blüht von April bis Juni, die Früchte reifen von Juni bis August.
Die Chromosomenzahl beträgt 2n = 46.

## Verbreitung
Das natürliche Verbreitungsgebiet liegt im Südwesten Chinas, im Osten und Süden der Provinz Gansu und im Osten von Qinghai. Syringa protolaciniata wächst in Wäldern auf steilen Berghängen in Höhen von 800 bis 1200 Metern auf trockenen bis frischen, schwach sauren bis stark alkalischen, sandig-humosen oder lehmig-humosen, mäßig nährstoffreichen Böden an sonnigen bis lichtschattigen Standorten. Die Art ist frosthart. Sie wird der Winterhärtezone 6b zugeordnet mit mittleren jährlichen Minimaltemperaturen von −20,5 bis −17,8 °C.

## Systematik
Syringa protolaciniata ist eine Art aus der Gattung der Flieder (Syringa) in der Familie der Ölbaumgewächse (Oleaceae). Dort wird die Gattung der Tribus Oleeae zugeordnet. Die Art wurde von Peter Shaw Green und Mei Chen Chang 1989 erstmals wissenschaftlich beschrieben. Der Gattungsname Syringa wurde von Linné 1753 gewählt, zuvor ab etwa dem 16. Jahrhundert wurde der Name sowohl für den Gemeinen Flieder (Syringa vulgaris) als auch für den Europäischen Pfeifenstrauch (Philadelphus coronarius) verwendet. Er wurde wahrscheinlich von der griechischen „syrigs“ abgeleitet, einem Blasinstrument, das man aus den Ästen des Pfeifenstrauchs herstellen kann.

## Verwendung
Syringa protolaciniata wird sehr selten aufgrund der dekorativen Blüten als Zierstrauch verwendet.

## Nachweise